# 非线性光学
非线性光学主要用来研究非线性的光学现象和理论。 
介质产生的极化强度决定于入射光的电场强度，其作用可用多项式展开成多阶形式.在通常的弱光条件下，高阶项因为系数很小而可以忽略，此时可近似看成一种线性关系。但是在强激光场作用下（通常在108 V/m左右，由激光脉冲提供），极化强度的高阶项强度不可被忽略，非线性作用出现，从而可以实现光和光之间的相互作用。入射光的强度越高，高阶非线性效应越明显。非线性光学直到激光出现后，人们对二次谐波产生的发现才发展起来。(Peter Franken et al. at University of Michigan in 1961)
非线性光学包括光学倍频、混频、参量振荡、克尔效应、光孤子等现象。利用强度极高的飞秒激光可以产生高达上百倍的倍频效应，可以用来产生深紫外光和软 X 射线。常用于产生非线性效应的物质有铌酸锂、钽酸锂、磷酸氧鈦鉀（KTP）、磷酸二氫鉀（KDP）、偏硼酸钡（BBO）等晶体（具有高的2阶非线性系数）及稀有气体（主要用于产生高阶非线性效应）。光参量振荡（OPO）是目前产生大范围连续可调波长(波长从红外到可见光甚至紫外光)激光的唯一方法。

## 參閱
- 自發參量下轉換
- B積分